# Śmiałka goździkowa
Śmiałka goździkowa (Aira caryophyllea L.) – gatunek rośliny z rodziny wiechlinowatych. Jako gatunek rodzimy występuje w zachodniej i środkowej Europie, w rejonie Kaukazu, Himalajów i gór w równikowej Afryce. Ponadto zawleczony do Ameryki Północnej, na Daleki Wschód, do Australii i Nowej Zelandii. W Polsce rośnie w zachodniej części kraju.

## Morfologia

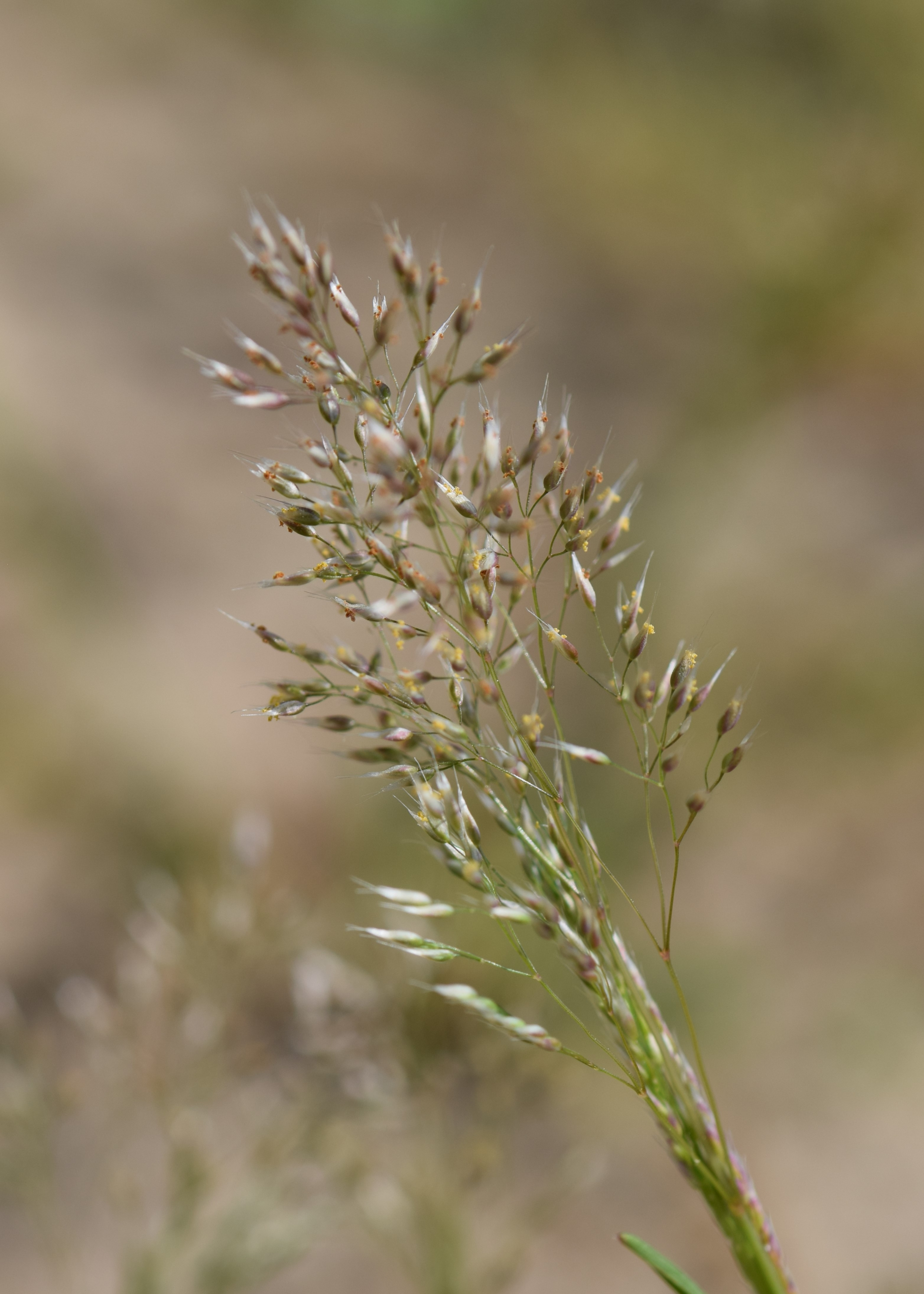
Kwiatostan

ŁodygaŹdźbło do 30 cm wysokości.
LiściePochwa liściowa rozdęta, wstecz szorstka. Języczek liściowy długości 5 mm. Blaszka krótka, wąska.
KwiatyZebrane w kłoski długości 3 mm, te z kolei zebrane w jajowatą, rozpierzchłą wiechę do 7 cm długości. Plewa dłuższa od kwiatów.
OwoceZiarniaki.

## Biologia i ekologia
Roślina jednoroczna lub dwuletnia. Rośnie w miejscach piaszczystych. Kwitnie w maju. Gatunek charakterystyczny muraw napiaskowych ze związku Vicio lathyroidis-Potentillion argenteae i zespołu Airo caryophylleae-Festucetum ovinae.

## Zagrożenia i ochrona
W Polsce gatunek umieszczony w 2016 roku na czerwonej liście w kategorii NT (bliski zagrożenia).